# Olley
Olley ist eine französische Gemeinde mit 223 Einwohnern (Stand 1. Januar 2022) im Département Meurthe-et-Moselle in der Region Grand Est (vor 2016 Lothringen). Sie gehört zum Arrondissement Val-de-Briey und zum Gemeindeverband Orne Lorraine Confluences.

## Geografie
Die Gemeinde Olley liegt im nördlichen Teil des Départements an der Grenze zum Département Meuse, etwa 31 Kilometer westnordwestlich von Metz. Der Fluss Orne durchzieht die Gemeinde und bildet streckenweise die südliche Gemeindegrenze. Nachbargemeinden sind Mouaville im Norden, Thumeréville im Nordosten, Jeandelize im Osten, Puxe im Südosten sowie Saint-Jean-lès-Buzy (Département Meuse) im Südwesten und Westen. Die Gemeinde besteht aus dem Dorf Olley und dem Weiler Neuvron. Östlich des Weilers liegt der Teich Étang de Neuvron an der Gemeindegrenze zu Jeandelize.

## Geschichte
Funde aus gallo-römischer Zeit belegen eine frühe Besiedlung. Eine Burg und ein Schloss aus dem Mittelalter sind belegt, aber verschwunden. Ein Ortsname Le Donjon an der nördlichen Gemeindegrenze ist ein Hinweis auf diese Befestigung. Jahrhundertelang herrschte die Familie de Lenoncourt über die Gemeinde. Olley gehörte historisch zum Herzogtum Bar, das 1766 an Frankreich fiel. Bis zur Französischen Revolution lag die Gemeinde dann im Grand-gouvernement de Lorraine-et-Barrois. Die Gemeinde lag bis 1871 im alten Département Moselle, seither bildet sie einen Teil des Départements Meurthe-et-Moselle.

## Bevölkerungsentwicklung
| Einwohner                  | 309 | 342 | 315 | 271 | 224 | 212 | 234 | 231 |
| Quellen: Cassini und INSEE |     |     |     |     |     |     |     |     |

## Verkehr
Die Bahnstrecke Saint-Hilaire-au-Temple–Hagondange durchquert die Gemeinde. Der nächstgelegene Bahnhof ist allerdings in Jeandelize. Durch den Norden der Gemeinde führt zudem die Europastraße 50 (in Frankreich auch Autoroute de l’Est genannt). Der nächstgelegene Anschluss ist nördlich von Jarny. Bedeutender für die Gemeinde ist die Regionalstraße D 603 von Metz nach Verdun, die direkt durch den Ort führt.

## Sehenswürdigkeiten
- Pfarrkirche Saint-Rémy; teilweise aus dem 11. Jahrhundert, seit 1875 als Monument historique klassifiziert[1]
- Zahlreiche Bauernhäuser aus dem 18. und 19. Jahrhundert
- Pfarrhaus aus dem Jahr 1767 und weitere Häuser aus dem 18. und 19. Jahrhundert
- Ehemaliges Beinhaus aus dem Jahr 1541, 1870 teilweise beschädigt, seit 1990 als Monument historique klassifiziert[2]
- Wegkreuz
- Denkmal für die Gefallenen[3]
- Lavoir (Waschhaus) aus dem 19. Jahrhundert

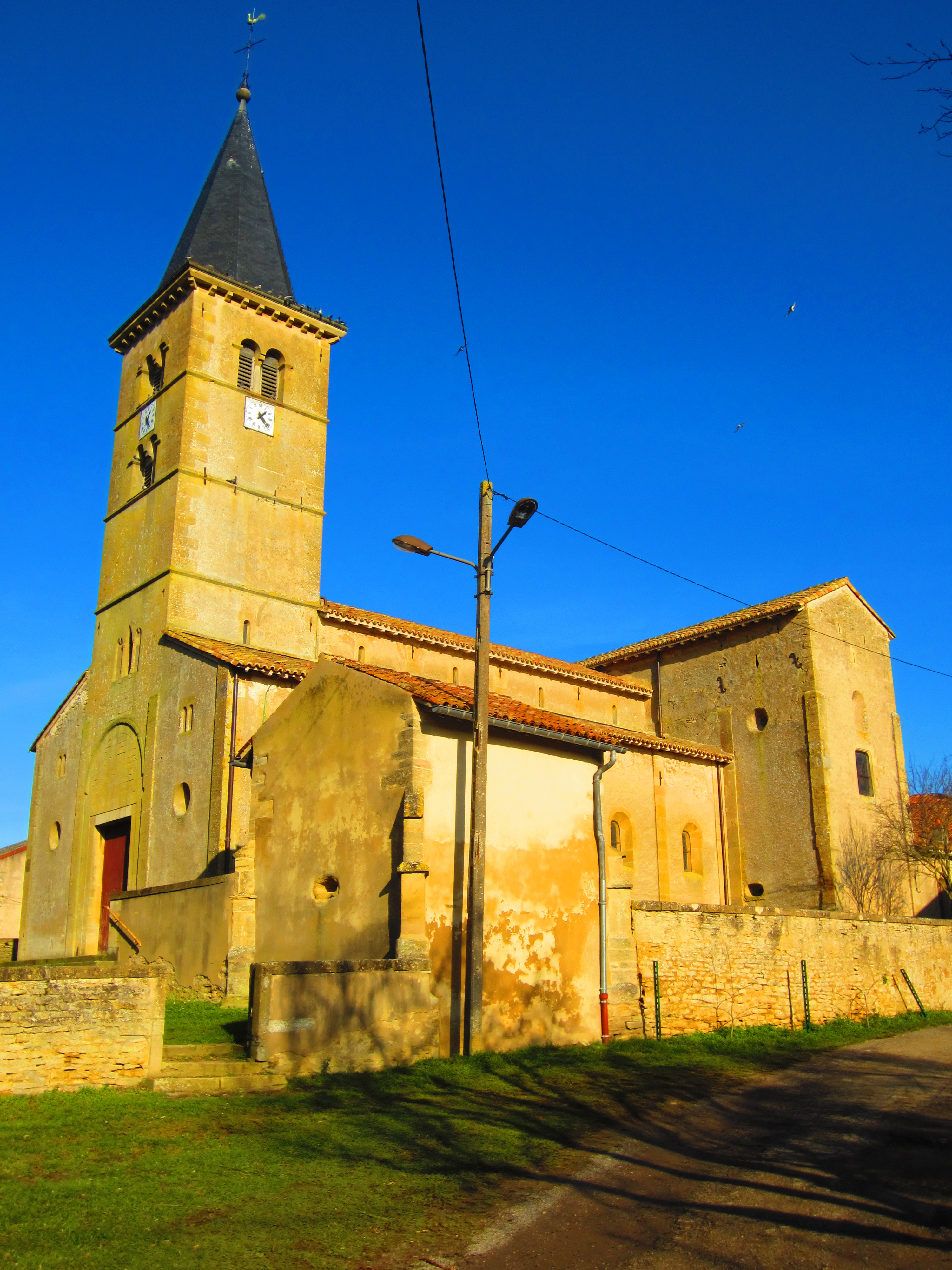
Pfarrkirche Saint-Rémy
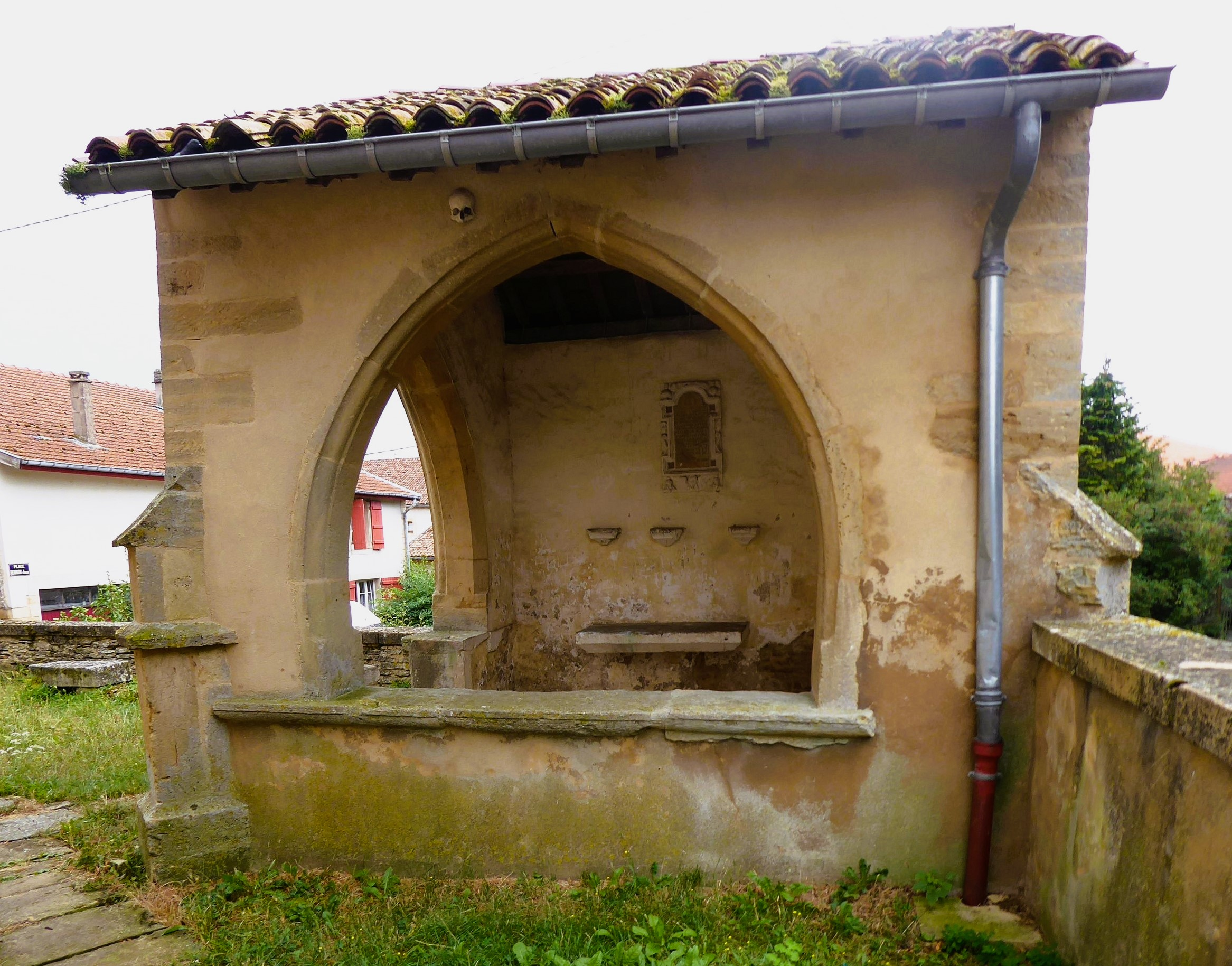
Ehemaliges Beinhaus

## Trivia
2024 entschied eine relative Mehrheit von Teilnehmern einer Abstimmung, dass die Bürger in Zukunft französisch culs brûlés ‚verbrannte Hintern‘ heißen sollen. Diese Bezeichnung war schon länger informell in Gebrauch, ihr Ursprung liegt jedoch trotz einiger Erklärungsversuche im Dunkeln.